# 北庭镇
北庭镇，是中华人民共和国新疆维吾尔自治区昌吉回族自治州吉木萨尔县下辖的一个乡镇级行政单位。

## 行政区划
北庭镇下辖以下地区：
北庭镇社区、泉水地村、西上湖村、余家宫村、东二畦村和古城村。